# Eta d'Àries
Eta d'Àries (η Arietis) és una estrella de la constel·lació d'Àries.
Eta d'Àries és una nana de la seqüència principal blanca del tipus F de la magnitud aparent +5,23. Està aproximadament a 98,3 anys llum de la Terra.